# Кокк (фамилия)
Кокк (эст. Kokk) — эстонская фамилия. Означает «повар».
По состоянию на 1 января 2020 года фамилию Kokk в Эстонии носили 557 человек: 264 мужчины и 293 женщины. Фамилия занимает 181-е место как среди мужчин, так и среди женщин по распространённости фамилий. Наиболее распространено в уезде Сааремаа, где на 10 000 жителей приходилось 11,93 человека с таким именем.
Известные носители:
- Кокк, Айвар  (род. 1960) — эстонский политик
- Кокк, Каспар  (род. 1982) — эстонский лыжник.
- Кокк, Мартен  (род. 1973) — эстонский дипломат и государственный деятель.
- Кокк, Рене  (род. 1980) — эстонский политик.
- Кокк, Рудольф (1901—1979) — шведский футболист, хоккеист и игрок в бридж.
- Кокк, Энн  (1937—2019) — шведский социал-демократический политик эстонского происхождения, журналист и писатель.
- Кокк, Яан  (1903—1942) — эстонский политик.